# Zjuul Krapuul
Zjuul Krapuul is een Belgische muzikant en componist. Hij werd bekend als lid van de groep Katastroof.

## Levensloop

### Jeugd
Zjuul Krapuul houdt informatie over zijn jeugd geheim, waaronder ook zijn echte naam. Wat wel bekend is is zijn professionele carrière. Omstreeks 1966 zette Zjuul Krapuul zijn eerste muzikale stappen met het orkestje X66. De groep veranderde verschillende malen van naam tot ze omstreeks 1966 de naam Witches Cauldron bedachten (afgekort WC). Twee jaar later (1968) viel de groep uit elkaar, daar de leden hun dienstplicht moesten vervullen. Zjuul bleek echter gebeten door de muziek en begon al snel met optredens in de kantine van de legerkazerne in ruil voor enkele bierbakken. Na zijn legerdienst richtte hij een nieuwe groep op, genaamd Het Vetpotteke. Doordat ook deze kompanen echter hun legerdienst moesten vervullen, ging Zjuul al snel de solo-toer op. Een van de bekendste Katastroof-nummers (zijn latere band) Ikkekannekik (a schaamhaar zien) dateert uit deze periode. Tezelfdertijd was hij actief in de hardrock-coverband Explosion, het latere Yelp.

### Katastroof
In 1977 verliet hij deze groep en richtte hij samen met zijn vrienden Rob Stafford (alias Rob De Snob), Jos Hermans (Jos Smos) en Jimmy Henderickx (Jimmeke 't Slimmeke) de Antwerpse dialect-groep Katastroof op. Deze groep was oorspronkelijk bedoeld als eenmalig ensemble, maar al snel groeide er een jarenlange samenwerking tussen de verschillende artiesten uit voort. In deze periode schreven ze een avondvullend programma samen met teksten die gebaseerd waren op alledaagse zaken als het caféleven, de seksuele habitudes van de mens, de positie van de man (De Man Is Minderwaardig en de zeden van pastoors (bv. De Zoon van Meneer Pastoor). De doorbraak kwam er in 1978 met hun album Stront aan de Knikker. De groep groeide uit tot een begrip maar werd jarenlang geboycot door de toenmalige BRT vanwege hun dialectische en onzedige teksten.
In 1994 bracht Zjuul Krapuul als eerste lid van de groep een solosingle op de markt. Twee jaar later volgde het album. Daarnaast bleef hij echter ook bij Katastroof actief. Tussen 1998 tot 2002 trad hij ook op met een liveband, deze bestond onder andere uit Stef Bef (keyboard) en de roadie van Katastroof Kim (bas).  In 1999 hield Jimmeke Het Slimmeke het bekeken bij Katastroof. In 2000 stond Katastroof 41 weken lang in de hitlijsten met hun verzamelalbum “De Beste” (2000), met een gouden plaat tot gevolg. Ook  van de dubbele verzamelaar Jubilee Ceedee (2002) werden er vele duizenden verkocht. In 2002 werd Stef Bef lid van de groep. In oktober 2005 verliet Rob De Snob de groep. Een jaar later trachtte de groep een stunt te lanceren via het internet: Ze wilden hun single Zuipe via de entertainmentsite ZatteVrienden.be op de eerste plaats krijgen in de UltraTop.
In 2021 verliet Stef de band, dit na onenigheden met Zjuul Krapuul. Een paar maanden later verliet Zjuul zelf de groep. en werd de groep verjongd met Wout Stout en Eli Droge Keli.

### Kakastront
In 2009 lanceerden Zjuul Krapuul en zijn kompanen als het alter ego Kakastront het album Vetzakkerij. Ze omschreven dit album zelf als één dat de grenzen van het fatsoen flink overschrijdt. Ook vonden ze Katastroof koorknapen vergeleken met Kakastront. Het was, naar eigen zeggen, een reactie op hun hit in kleuterscholen met de Antwerpse versie van De Pinguïndans, het anti-partnergeweldnummer Opsinjoorke en het nummer over een jongen met het syndroom van Down Sammeke. Een van de controversieelste nummers was de Brabastront.
In 2010 bracht Zjuul Krapuul zijn 23ste solo-cd uit. Daarnaast stelde hij zijn schilderijen de eerste maal ten toon. Doordat hij kleurenblind is, leidt dit soms tot speciale effecten. De meeste van zijn werken zijn geïnspireerd op zijn muzikaal repertoire en vaak grenzen ze aan het absurde.
In 2012 ten slotte werd het dubbele verzamelalbum van Katastroof & De Strangers Back to Back een tijdlang het best verkochte album van België en voerde het de ultratop aan. Daarnaast vierden ze hun 35-jarig bestaan met een door vijfduizend man bijgewoond optreden op de Groenplaats te Antwerpen en werd Zjuul als inwoner uitgeroepen tot ereburger van Stabroek.